# Soosiulus trivirgata
Soosiulus trivirgata är en insektsart som beskrevs av Fowler 1900. Soosiulus trivirgata ingår i släktet Soosiulus och familjen dvärgstritar. Inga underarter finns listade i Catalogue of Life.